# Pedro Régis
Pedro Régis é um município brasileiro do estado da Paraíba, localizado na Região Geográfica Imediata de Mamanguape-Rio Tinto. De acordo com o IBGE (Instituto Brasileiro de Geografia e Estatística), no ano de 2009 sua população era estimada em 5.822 habitantes. Área territorial de 73 km². 

## Origem
O nome Pedro Régis é em homenagem a um dos pioneiros do lugar onde se localiza a sede municipal, o Sr. Pedro Régis da Silva. Ele era um próspero comerciante e fazendeiro da região. O Sr. Pedro Régis ajudava muito a população mais pobre da comunidade rural, que, na época chamava-se Retiro, ligada ao município de Mamanguape depois, com a emancipação do distrito de Jacaraú, Retiro passou a ser vila daquela cidade.

## História
Pedro Régis trouxe muitos benefícios para a população local, sendo o primeiro vereador da região nos anos 50 e, depois o primeiro prefeito eleito do município de Jacaraú no início dos anos 60.
O município de Pedro Régis teve como primeiro prefeito o Sr. José Luiz da Silva Netto, na primeira eleição em 1996, como candidato único. 